# Microhyla
Microhyla là một chi động vật lưỡng cư trong họ Microhylidae, thuộc bộ Anura. Chi này có 49 loài. Các loài của chi này phổ biến rộng rãi từ Ryukyu ở Nhật Bản, và khắp Đông Nam Á, Đông Á và Nam Á (Trung Quốc, Sumatra, Java, Bali, Borneo, Ấn Độ, Sri Lanka,...).

## Các loài
Chi này có các loài :
- Microhyla achatina Tschudi, 1838
- Microhyla aurantiventris Nguyen, Poyarkov, Nguyen, Nguyen, Tran, Gorin, Murphy & Nguyen, 2019
- Microhyla beilunensis Zhang, Fei, Ye, Wang, Wang & Jiang, 2018
- Microhyla berdmorei Blyth, 1856
- Microhyla borneensis Parker, 1928
- Microhyla butleri Boulenger, 1900
- Microhyla chakrapanii Pillai, 1977
- Microhyla darevskii Poyarkov, Vassilieva, Orlov, Galoyan, Tran, Le, Kretova & Geissler, 2014
- Microhyla darreli Garg, Suyesh, Das, Jiang, Wijayathilaka, Amarasinghe, Alhadi, Vineeth, Aravind, Senevirathne, Meegaskumbura & Biju, 2018 "2019"
- Microhyla eos Biju, Garg, Kamei & Maheswaran, 2019
- Microhyla fanjingshanensis Li, Zhang, Xu, Lv & Jiang, 2019
- Microhyla fissipes Boulenger, 1884
- Microhyla fodiens Poyarkov, Gorin, Zaw, Kretova, Gogoleva, Pawangkhanant & Che, 2019
- Microhyla fusca Andersson, 1942
- Microhyla gadjahmadai Atmaja, Hamidy, Arisuryanti, Matsui & Smith, 2018
- Microhyla heymonsi Vogt, 1911
- Microhyla irrawaddy Poyarkov, Gorin, Zaw, Kretova, Gogoleva, Pawangkhanant & Che, 2019
- Microhyla karunaratnei Fernando & Siriwardhane, 1996
- Microhyla kodial Vineeth, Radhakrishna, Godwin, Anwesha, Rajashekhar & Aravind, 2018
- Microhyla kuramotoi Matsui & Tominaga, 2020
- Microhyla laterite Seshadri, Singal, Priti, Ravikanth, Vidisha, Saurabh, Pratik & Gururaja, 2016
- Microhyla maculifera Inger, 1989
- Microhyla malang Matsui, 2011
- Microhyla mantheyi Das, Yaakob & Sukumaran, 2007
- Microhyla mihintalei[4] Wijayathilaka, Garg, Senevirathne, Karunarathna, Biju, & Meegaskumbura, 2016
- Microhyla minuta Poyarkov, Vassilieva, Orlov, Galoyan, Tran, Le, Kretova & Geissler, 2014
- Microhyla mixtura Liu & Hu, 1966
- Microhyla mukhlesuri[5] Hasan, Islam, Kuramoto, Kurabayashi & Sumida, 2014
- Microhyla mymensinghensis[5] Hasan, Islam, Kuramoto, Kurabayashi & Sumida, 2014
- Microhyla neglecta Poyarkov, Nguyen, Trofimets & Gorin, 2020
- Microhyla nepenthicola Das & Haas, 2010
- Microhyla nilphamariensis[6] Howlader, Nair, Gopalan & Merilä, 2015
- Microhyla okinavensis Stejneger, 1901
- Microhyla orientalis[7] Matsui, Hamidy & Eto, 2013
- Microhyla ornata Duméril & Bibron, 1841
- Microhyla palmipes Boulenger, 1897
- Microhyla picta Schenkel, 1901
- Microhyla pineticola Poyarkov, Vassilieva, Orlov, Galoyan, Tran, Le, Kretova & Geissler, 2014
- Microhyla pulchra Hallowell, 1861
- Microhyla rubra Jerdon, 1854
- Microhyla sholigari Dutta & Ray, 2000
- Microhyla superciliaris Parker, 1928
- Microhyla taraiensis Khatiwada, Shu, Wang, Thapa, Wang & Jiang, 2017
- Microhyla tetrix Poyarkov, Pawangkhanant, Gorin, Juthong & Suwannapoom, 2020
- Microhyla zeylanica Parker & Osman-Hill, 1949

Tại Việt Nam đã phát hiện các loài mới trong thập niên 2000 và 2010:
- Microhyla darevskii: Núi Ngọc Linh
- Microhyla minuta: Đồng Nai
- Microhyla pineticola: Lâm Đồng và Đắk Lắk
- Microhyla ninhthuanensis và  Microhyla daklakensis

## Hình ảnh

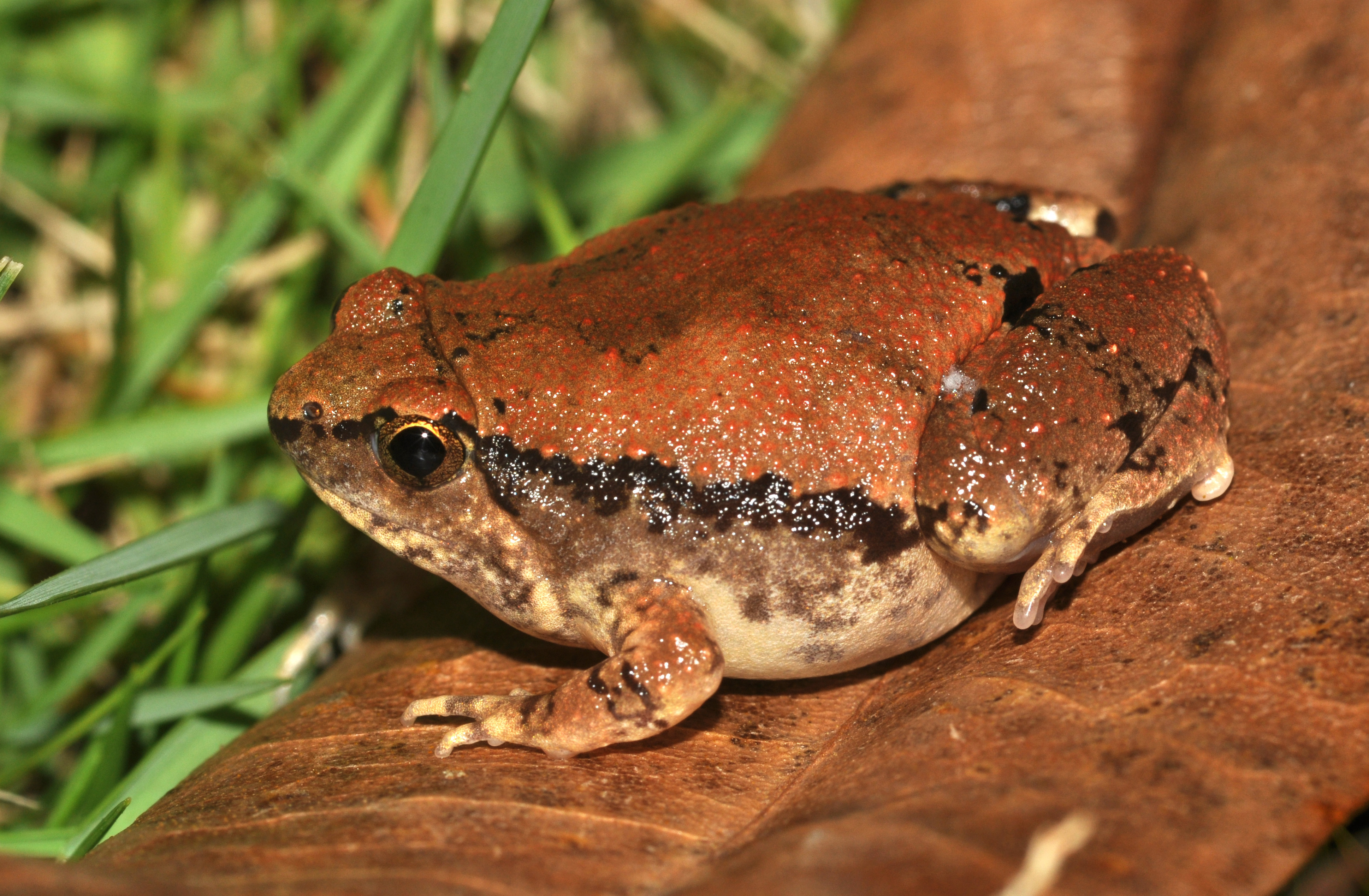
Microhyla rubra
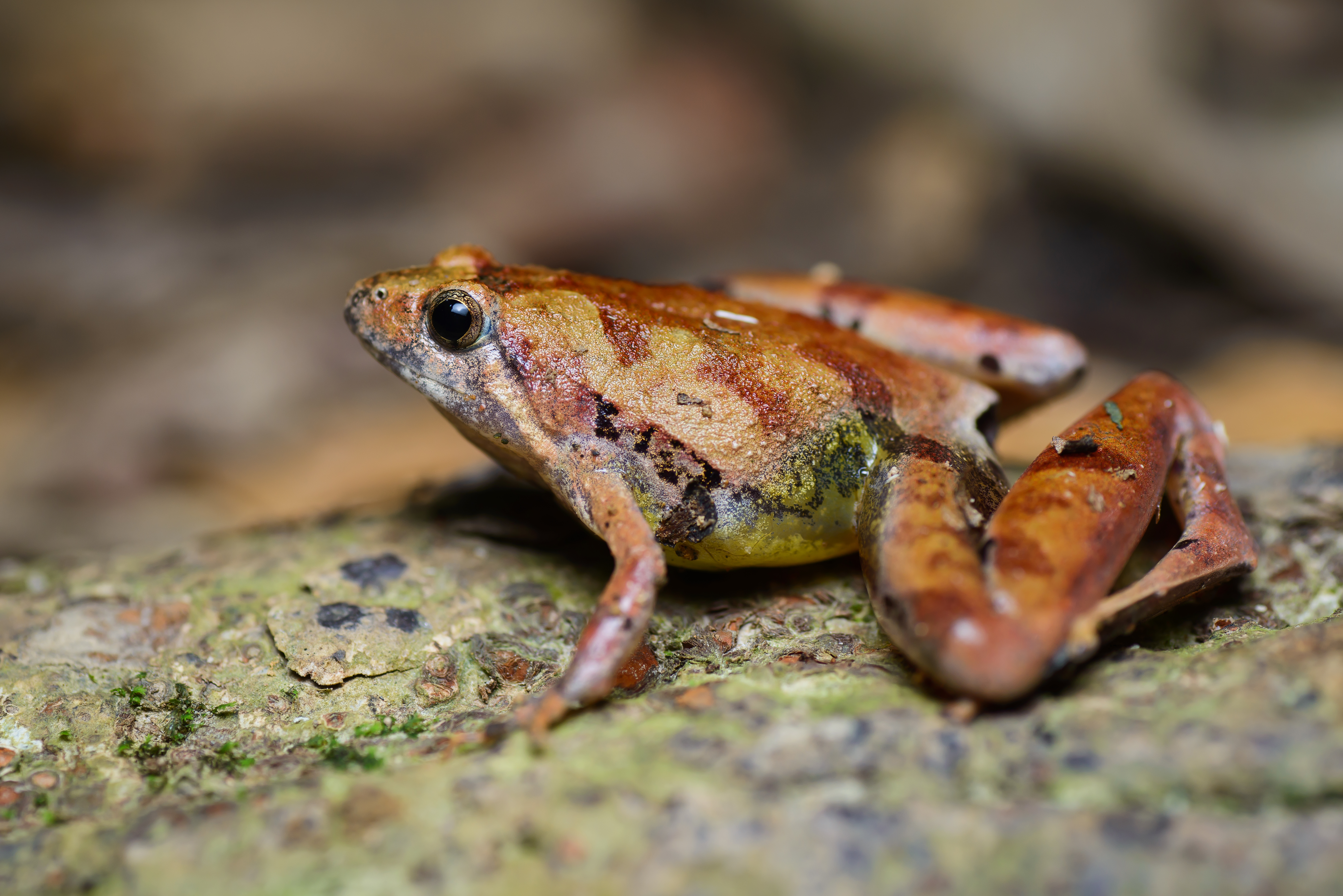
Microhyla berdmorei
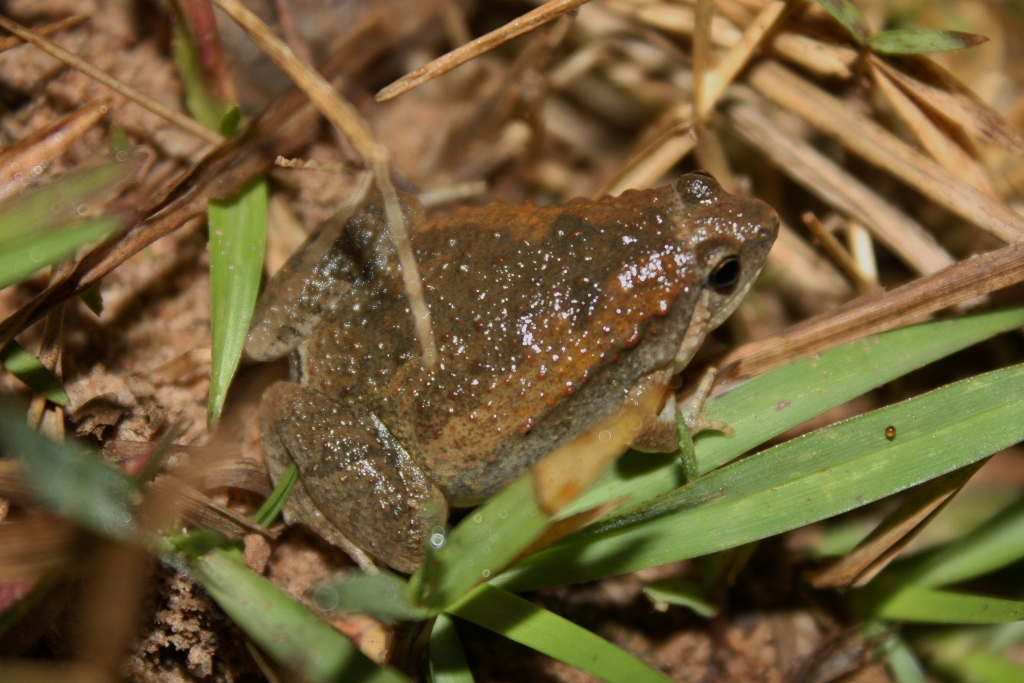
Microhyla fissipes
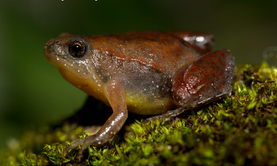
Microhyla zeylanica
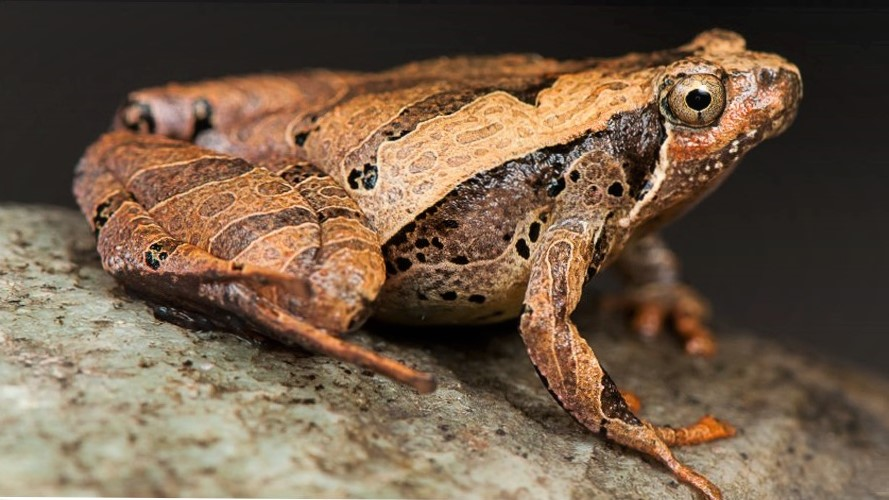
Microhyla eos
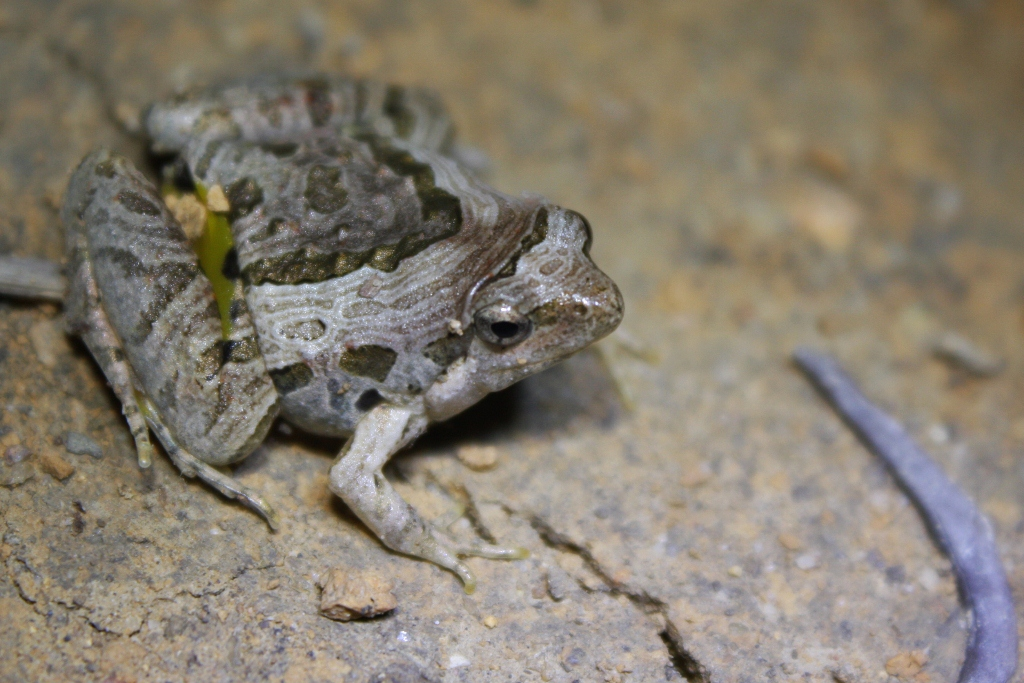
Microhyla pulchra